# Batman: Caped Crusader
Batman: Caped Crusader è una serie televisiva animata di supereroi statunitense del 2024, basata sul personaggio di Batman di DC Comics. È stata sviluppata da Bruce Timm e prodotta da Bad Robot Productions, 6th & Idaho Motion Picture Company, Warner Bros. Animation, DC Studios e Amazon MGM Studios.

## Trama
La serie ripropone il mito di Batman con un focus sugli aspetti noir del detective. Ambientata in una Gotham City degli anni quaranta oscura e minacciosa, ispirata alle storie di Batman dagli anni quaranta agli anni sessanta, la serie presenta un giovane Bruce Wayne nei primi stadi della sua carriera di combattente del crimine. Esplora la sua lotta contro la corruzione dilagante e il crimine della città, compresa una forza di polizia corrotta e una città piena di guerre tra bande mafiose. La serie enfatizza un tono cupo e malinconico, con Batman che spesso passa in secondo piano rispetto ad altri personaggi, includendo nuove interpretazioni di classici cattivi come Catwoman e Clayface, e alleati come il commissario James Gordon e sua figlia Barbara, che assumono ruoli maggiormente prominenti. La serie è caratterizzata da una narrazione serializzata, concentrandosi su casi investigativi episodici che si accumulano in una narrazione più ampia nel corso della stagione. Lo show offre una visione più realistica e meno vistosa dei suoi personaggi, integrando nuove e diverse interpretazioni dei ruoli classici.

## Episodi
| Stagione       | Episodi | Prima TV originale | Prima TV Italia |
| -------------- | ------- | ------------------ | --------------- |
| Prima stagione | 10      | 2024               | 2024            |

## Personaggi e doppiatori

### Personaggi principali
- Bruce Wayne / Batman (stagione 1), doppiato in originale da Hamish Linklater e in italiano da Gianfranco Miranda.
- Alfred Pennyworth (stagione 1), doppiato in originale da Jason Watkins e in italiano da Franco Mannella.
- Barbara Gordon (stagione 1), doppiata in originale da Krystal Joy Brown e in italiano da Ughetta d'Onorascenzo.
- James Gordon (stagione 1), doppiato in originale da Eric Morgan Stuart e in italiano da Saverio Indrio.
- Renee Montoya (stagione 1), doppiata in originale da Michelle C. Bonilla e in italiano da Erica Necci.

### Personaggi secondari
- Harvey Bullock (stagione 1), doppiato in originale da John DiMaggio e in italiano da Riccardo Lombardo.
- Arnold Flass (stagione 1), doppiato in originale da Gary Anthony Williams e in italiano da Fabrizio Dolce.
- Lucius Fox (stagione 1), doppiato in originale da Bumper Robinson e in italiano da Alessandro Rigotti.
- Sindaco Jessop (stagione 1), doppiato in originale da William Salyers e in italiano da Stefano Alessandroni.

### Antagonisti
- Basil Karlo / Clayface (stagione 1), doppiato in originale da Dan Donohue e in italiano da Antonio Sanna.
- Joe Rigger / Firebug (stagione 1), doppiato in originale da Tom Kenny e in italiano da Paolo Vivio.
- Harleene Quinzel / Harley Quinn (stagione 1), doppiata in originale da Jamie Chung e in italiano da Rossa Caputo.
- Harvey Dent / Due Facce (stagione 1), doppiato in originale da Diedrich Bader e in italiano da Emanuele Ruzza.
- Natalia / Nocturna (stagione 1), doppiata in originale da Mckenna Grace e in italiano da Sara Ciocca.
- Onomatopea (stagione 1), doppiato in originale da Reid Scott e in italiano da Andrea Lavagnino.
- Oswalda Cobblepot / Pinguino (stagione 1), doppiata in originale da Minnie Driver e in italiano da Claudia Razzi.
- Selina Kyle / Catwoman (stagione 1), doppiata in originale da Christina Ricci e in italiano da Elena Perino.
- Rupert Thorne (stagione 1), doppiato in originale da Cedric Yarbrough e in italiano da Dario Oppido.
- Russell Craddock / Gentleman Ghost (stagione 1), doppiato in originale da Toby Stephens e in italiano da Massimo De Ambrosis.
- Waylon Jones / Killer Croc (stagione 1), doppiato in originale da Cedric Yarbrough e in italiano da Luca Graziani.

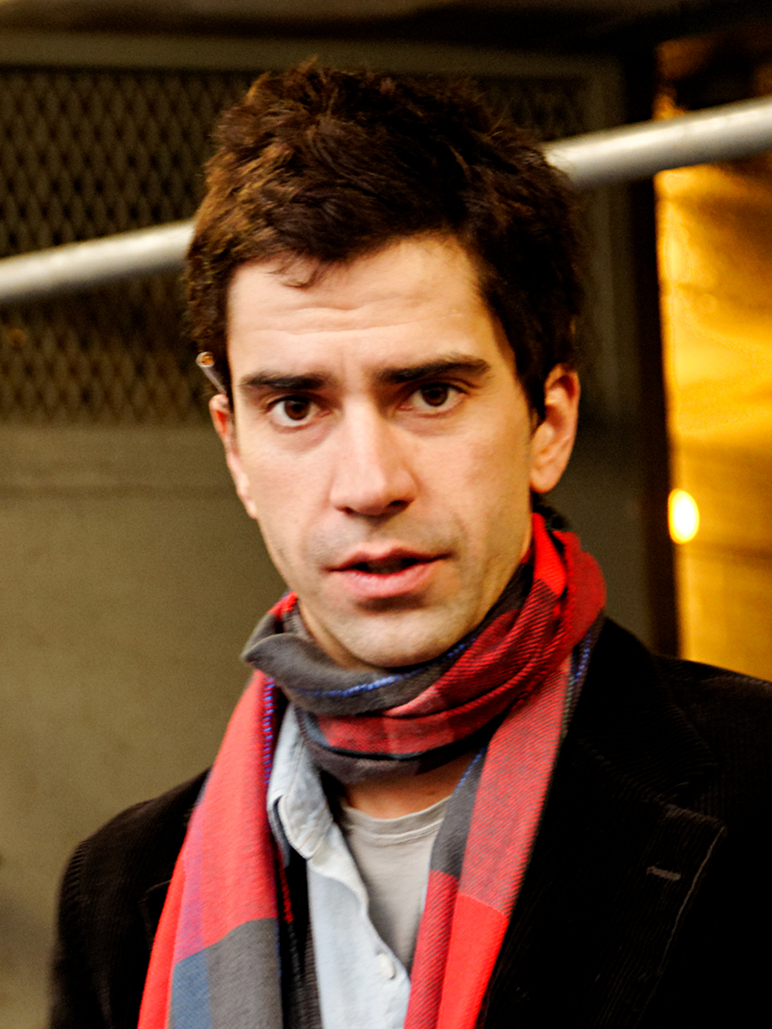
Hamish Linklater, voce di Bruce Wayne / Batman
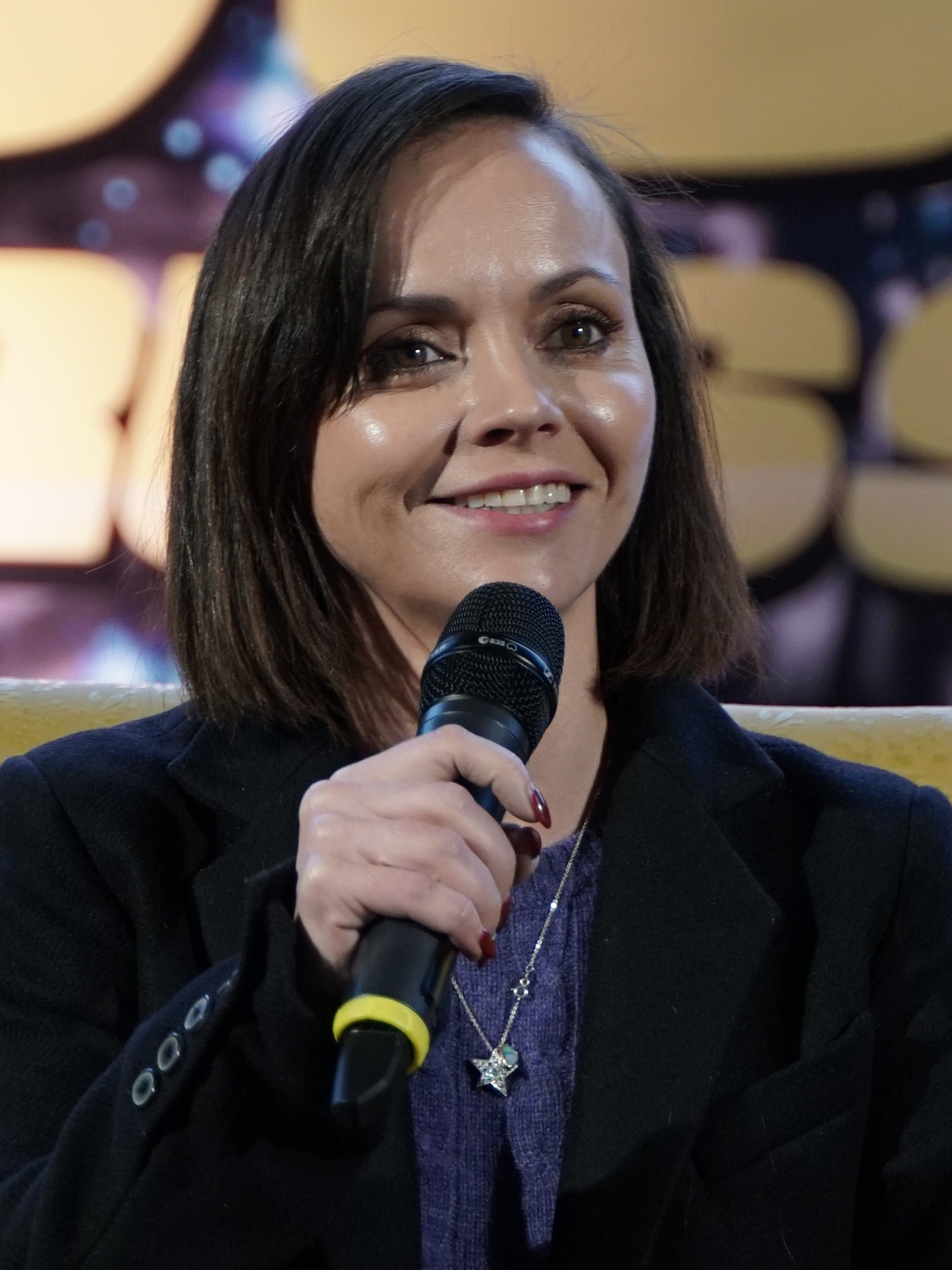
Christina Ricci, voce di Catwoman
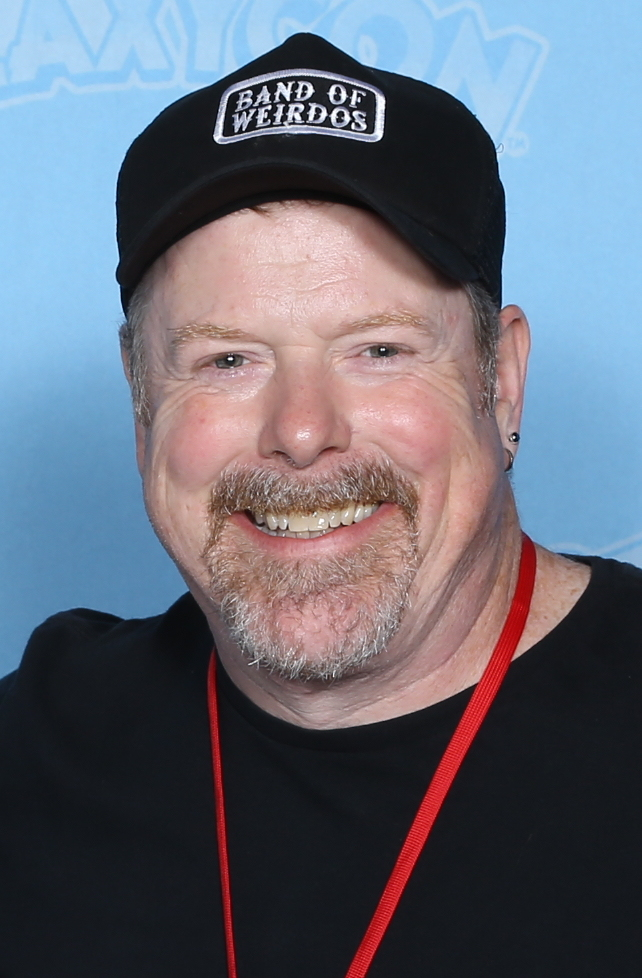
John DiMaggio, voce di Harvey Bullock
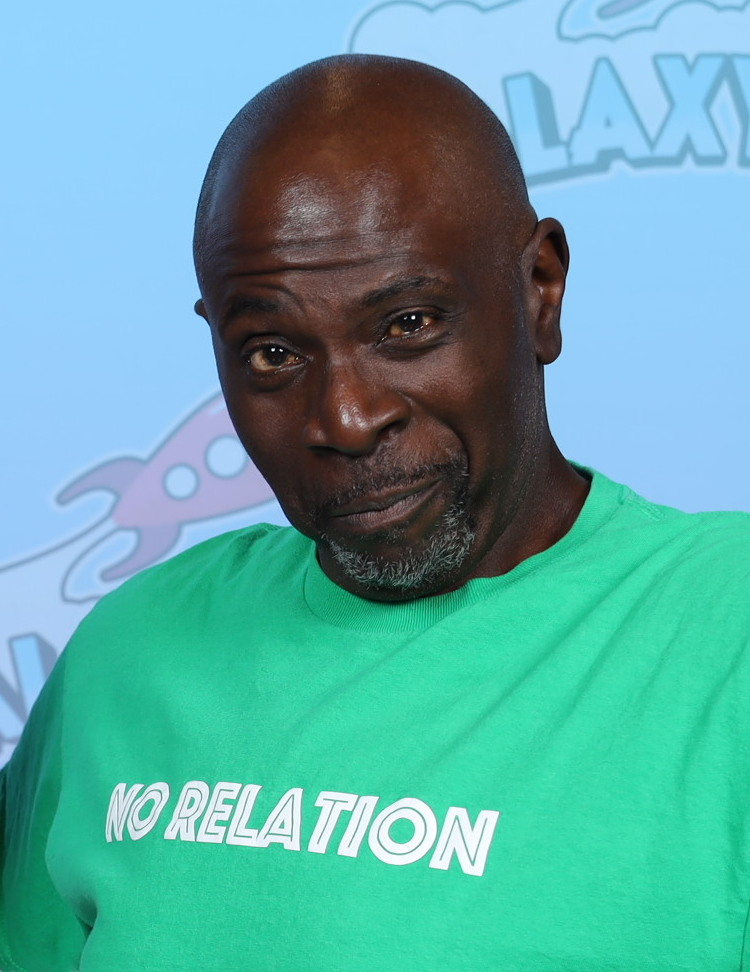
Gary Anthony Williams, voce di Arnold Flass
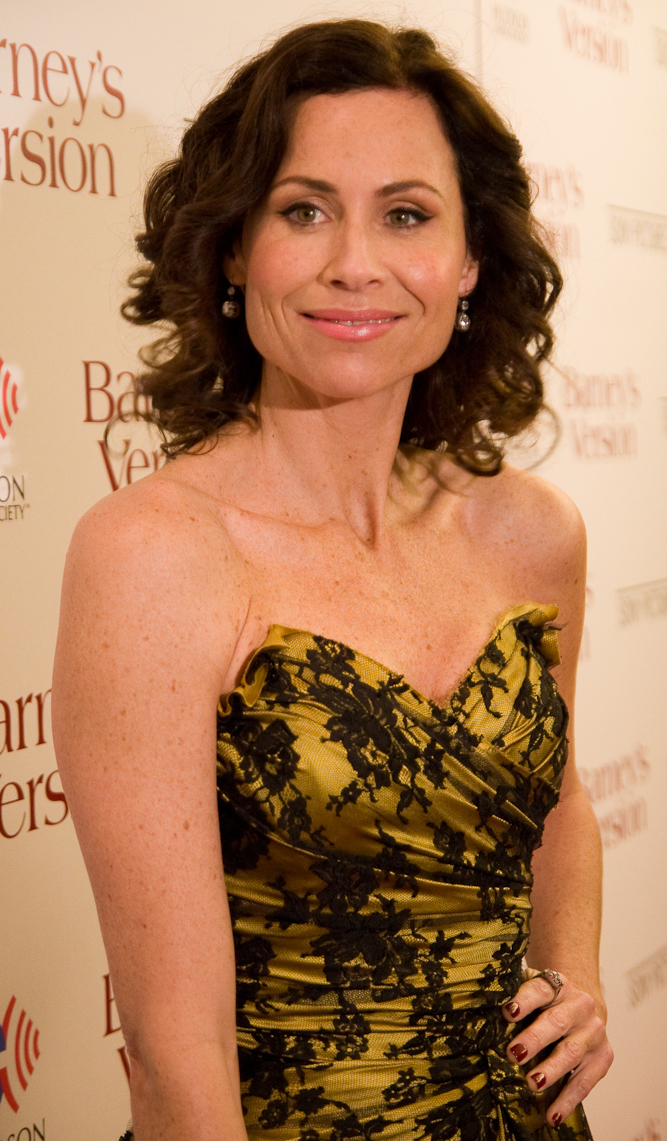
Minnie Driver, voce di Pinguino
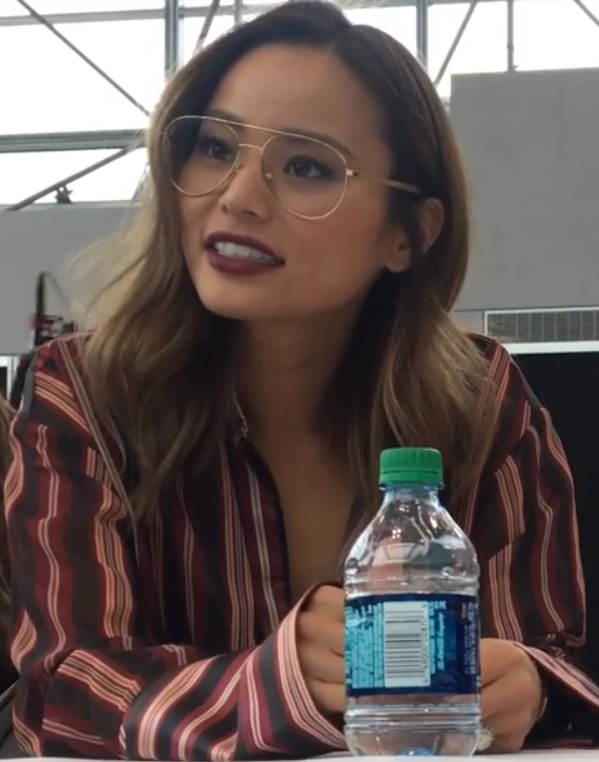
Jamie Chung, voce di Harley Quinn
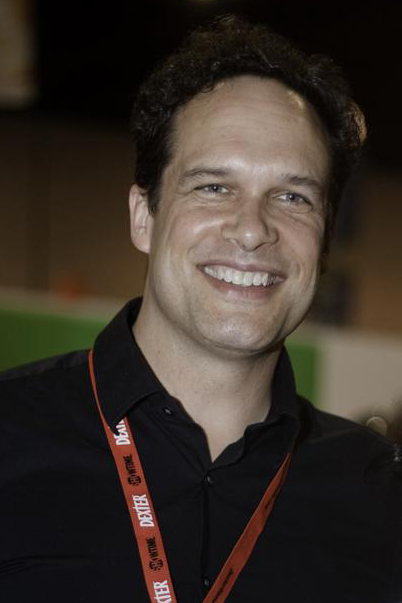
Diedrich Bader, voce di Due Facce
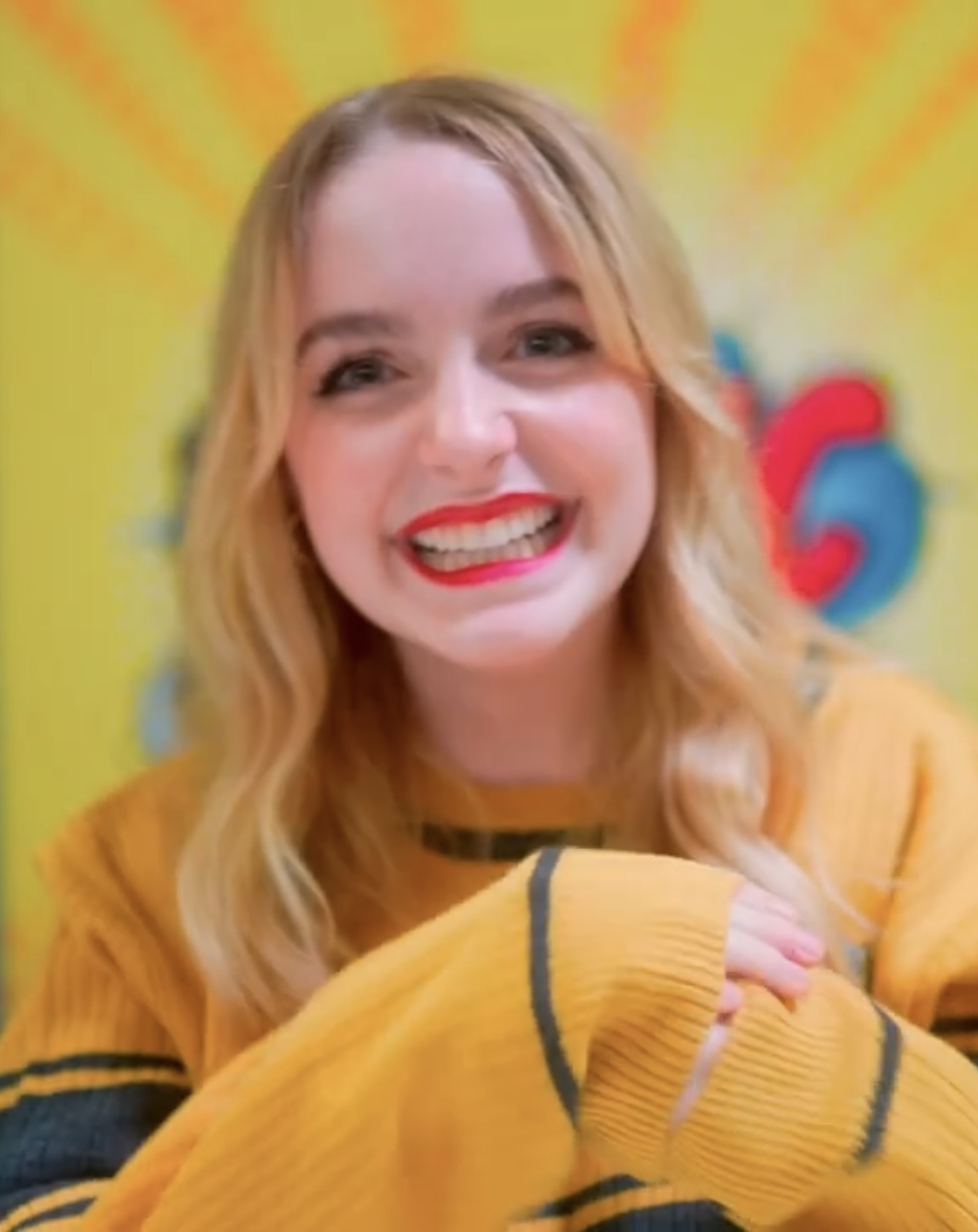
Mckenna Grace, voce di Nocturna
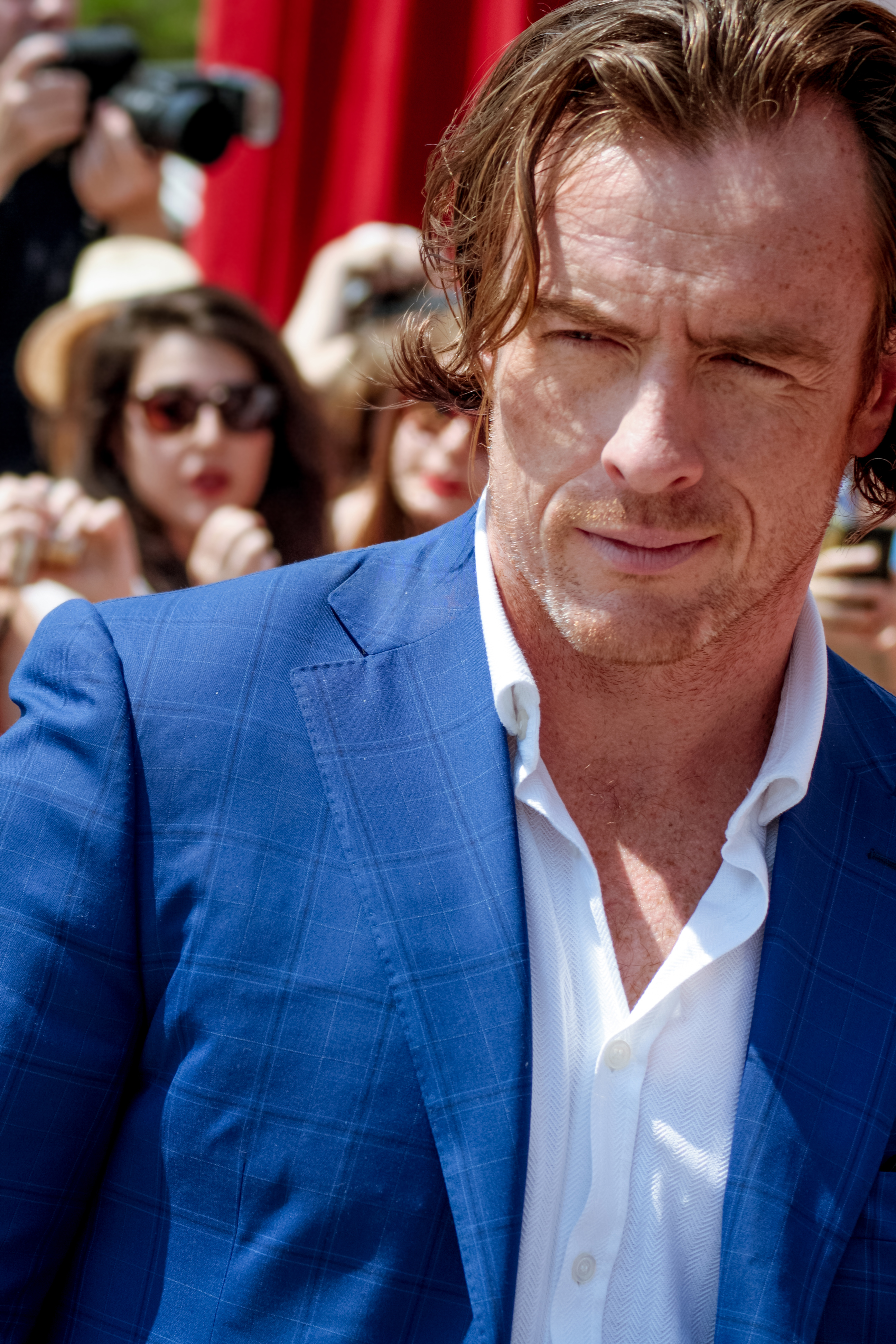
Toby Stephens, voce di Gentleman Ghost
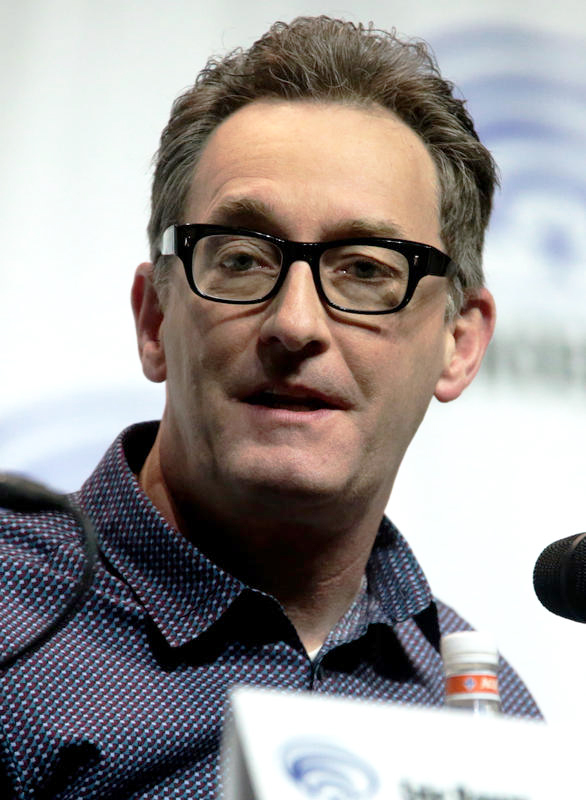
Tom Kenny, voce di Firebug
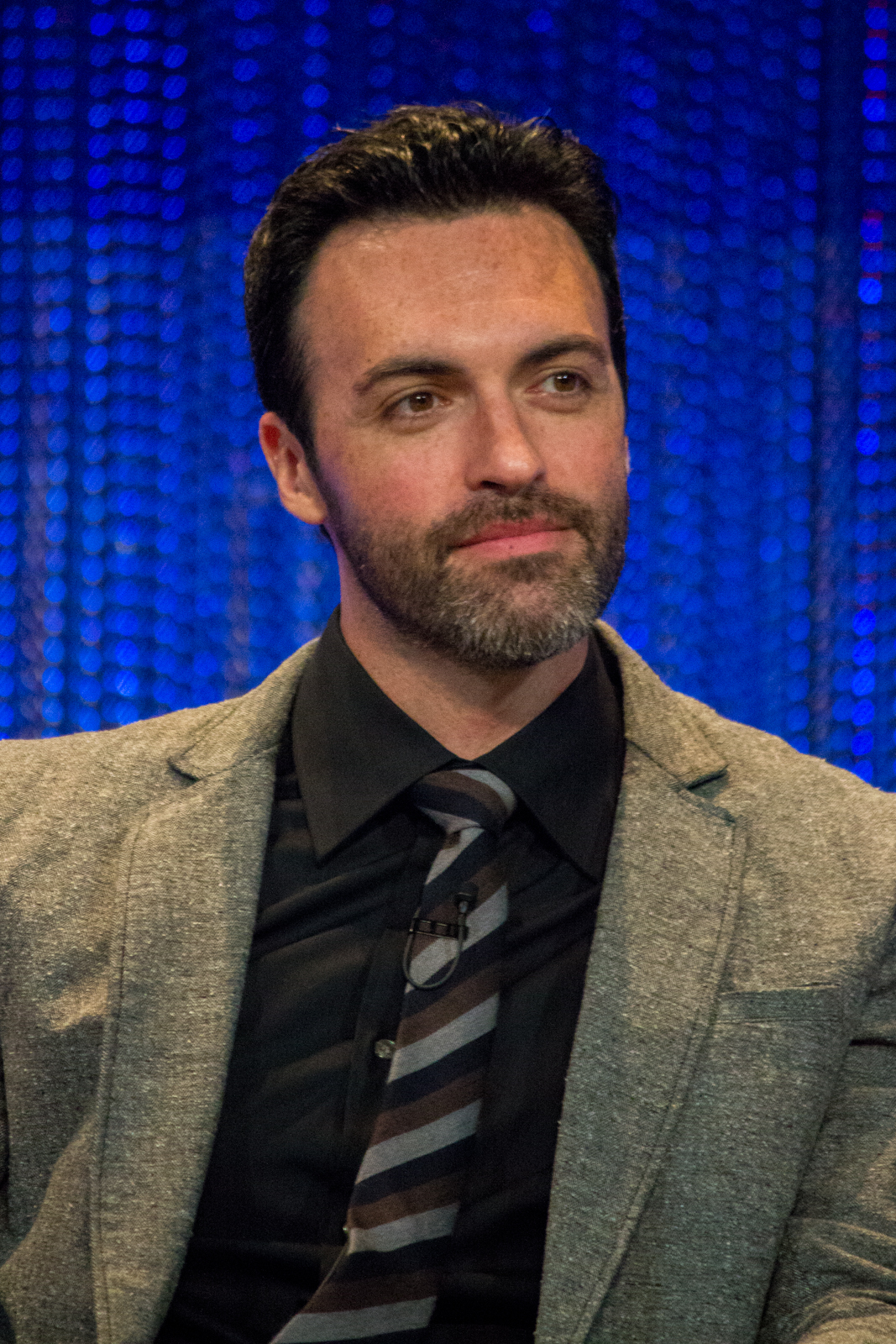
Reid Scott, voce di Onomatoepa

## Produzione
La serie viene annunciata per la prima volta nel maggio del 2021 durante un evento al WarnerMedia Upfront in cui intervennero i produttori esecutivi Bruce Timm e J. J. Abrams, oltre al regista Matt Reeves. Inizialmente prodotta per il servizio di streaming di Warner Bros. Discovery, Max, che in seguito decide di cancellarla, viene infine prodotta per la piattaforma di streaming on demand Prime Video.
Nell'agosto 2023 viene confermato lo sviluppo della seconda stagione della serie.

## Distribuzione
La serie è stata pubblicata dal servizio di streaming on demand Prime Video dal 1° agosto 2024.

### Edizione italiana
Il doppiaggio italiano è stato realizzato dalla Laser Digital Film, sotto la direzione di Saverio Indrio e dialoghi di Lucio Indrio.

## Accoglienza
La serie viene accolta bene dalla critica, ottenendo un eccellente punteggio sull'aggregatore di recensioni Rotten Tomatoes e recensioni che ne lodano lo stile noir. Nel settembre 2024, Arhaan Shamraz di First Curiosity classifica Batman: Caped Crusader come seconda migliore serie animata di Batman di tutti i tempi, dopo Batman del 1992 e prima di The Batman del 2004.